# Düzce (provincie)
Düzce je turecká provincie na jižním pobřeží Černého moře. Jejím hlavním městem je stejnojmenné město Düzce. V roce 2000 měla 314 266 obyvatel. Má rozlohu 1 065 km².

## Administrativní členění
Düzcská provincie se dělí na 6 distriktů:
- Düzce
- Akcakoca
- Cumayeri
- Çilimli
- Gölyaka
- Gümüşova
- Kaynaşlı
- Yığılca